# Die Alten Räuber

Der Alte Räuber 2011 (Ballon)

Die Alten Räuber sind eine Karnevalsgruppe aus dem Münsteraner Stadtteil Wolbeck mit 60 Mitgliedern.
Die Alten Räuber wurden im Jahr 1992 von einer kleinen Gruppe karnevalsbegeisterter Freunde gegründet. Der Verein ist seitdem durchgehend beim Karnevalsumzug am Ziegenbocksmontag dabei. Ebenso sind sie regelmäßige Teilnehmer beim Rosenmontagsumzug in Münster.
Der Verein ist nicht nur im Stadtteil Wolbeck aktiv, sondern in ganz Münster und außerhalb, unter anderem in Köln.
Die Alten Räuber werden häufig mit der Figur des Räubers Hotzenplotz des Kinderbuchautors Otfried Preußler in Verbindung gebracht, vor allem da sehr viele Jahre eine mehrere Meter große Hotzenplotz-Figur aus Pappe den Umzugswagen der Alten Räuber geschmückt hat. Im Jahr 2011 wurde die Pappfigur durch einen aufblasbaren Ballon in Form eines Räubers ersetzt.
Über den Verein wurde etwa im WDR und in der Bild-Zeitung berichtet.

## Jährliche Sessions-Auftritte
Jedes Jahr wird ein Sessions-Thema ausgewählt, das teilweise an die Lokalpolitik oder an Geschehnisse in und um den Münsteraner Stadtteil Wolbeck angelehnt ist und dann auf den Karneval angepasst wird.
- 1992: Die letzten freilaufenden Hühner Wolbecks
- 1993: Heut’ kippen sich die Drachen lieber Feuerwasser in den Rachen
- 1994: Die schönsten Ziegen sind lila
- 1995: Unser Hippenspiel dies Jahr in Zivil
- 1996: Wolbeck’s Form wird Euro Bananen Norm
- 1997: Rentnerparadies
- 1998: Verschwinden Wolbeck’s grüne Wiesen, müssen wir Albersloh’s Ziegen leasen
- 1999: Wir Frösche aus dem Angelfluss verwandeln uns nach jedem Kuss
- 2000: Ernie & Bert: Sesamstraße anstatt Umgehungsstraße
- 2001: Pumuckel
- 2002: 10 Jahre Alte Räuber
- 2003: Wolbecks bunten Papageienwelt
- 2004: Badewannen
- 2005: Wolbecks letzten Tannenbäume
- 2006: Oscar aus der Tonne
- 2007: Schnecken
- 2008: Max und Moritz
- 2009: Ballonfahrer
- 2010: Fliegenpilze
- 2011: Krake Paul bringt Euch Glück …
- 2012: 20 Jahre Räubertum – aus vollem Herzen!
- 2013: Schmetterlinge im Bauch – Du auch?
- 2014: Wo wächst der beste Wein? In Wolbeck muss es sein!
- 2015: Räuber Ahoi
- 2016: Die Raupe Nimmersatt

Im Jahr 2010 waren sie als Schutztruppe des Münsteraner Oberbürgermeisters und Ehrenmitglieds der Räuber, Markus Lewe, aktiv. Dabei traten sie erstmals am 24. Januar 2010 beim Coerder Karnevals Club auf. Am 14. Februar 2010 verteidigten die Alten Räuber in einer Inszenierung für Presse, Funk und Fernsehen das Münsteraner Rathaus gegen Stadtprinz Andreas I. Koch und unterstützten so erneut Lewe.

## Gruppierungen innerhalb der Räuberbande
Die Alten Räuber sind in folgende Gruppen eingeteilt:
- die Räuberbande, die den Kern der Alten Räuber bilden.
- die Ehrenräuber, die in unregelmäßigen Abständen benannt werden. Darunter sind Karnevalsanhänger, die sich in gewisser Weise besonders hervorgetan haben.
- die Titularräuber, die einen besonderen Titel in der Räuberbande verliehen bekommen haben.
- die Hospitanten, die Räuber-Anwärter sind.
- die Jungräuber, also die Kindergruppe der Karnevalsgruppe.
- das Majorat, welches das Organisations-Team innerhalb der Räuber bildet.

Die musikalische Abteilung der Alten Räuber nennt sich Wald- und Wiesenkapelle.